# Meconopsis wilsonii
Meconopsis wilsonii är en vallmoväxtart. Meconopsis wilsonii ingår i släktet bergvallmor, och familjen vallmoväxter.

## Underarter
Arten delas in i följande underarter:
- M. w. australis
- M. w. orientalis
- M. w. wilsonii